# Mianguan

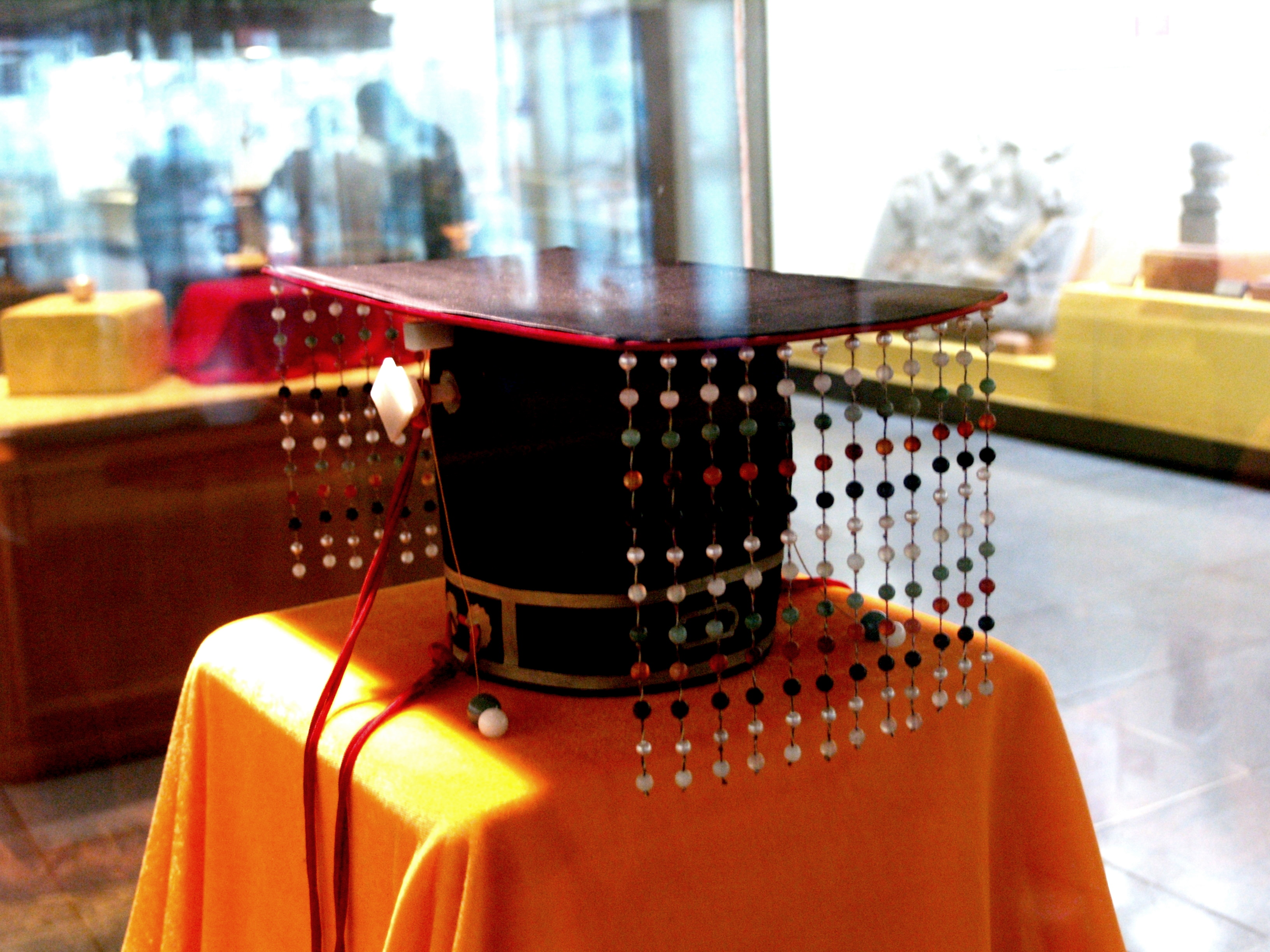
Une couronne impériale chinoise, exposée au musée Dingling des Tombeaux des Ming.

Le mianguan (chinois : 冕冠 ; pinyin : miǎnguān ; traduction : « coiffe de cérémonie »), aussi appelé benkan' (冕冠, même sens) au Japon, myeonlyugwan en Corée, et Miện quan au Viêt Nam, est un type de couronne porté par les empereurs de Chine, Japon, Corée et Viêt Nam, ainsi que par des rois d'autres pays d'Asie de l'Est.

## En Chine
Originaire de Chine, le mianguan est le couvre-chef le plus précieux, réservée aux plus grandes cérémonies. Le mianguan et le mianfu commencent à être portés sous la dynastie Zhou.
Le peintre chinois Yan Liben (VIIe siècle) a représenté de nombreux empereurs comme Han Guang Wudi, Liu Bei, Sun Quan, ou encore Sima Yan, portant le mianguan.
Il est composé du chapeau, et d'un long morceau de bois rectangulaire placé sur son dessus, les deux extrémités dépassant sur le devant et à l'arrière. Un ruban rouge, le tianhe, passant au centre de la planchette, permet de l'attacher au chapeau. Une cordelette de soie attachée aux épingles de cheveux était réunie sous le menton. De chaque côté, sur les oreilles, pend un chong er, une perle de jade. À chaque extrémité de la planchette, pendent des fils ornés de perles de jade de différentes couleurs. Le nombre de ces ornements dépend du statut du dignitaire. L'empereur en porte douze devant et derrière, soit vingt-quatre en tout.
|                                               |
| L'empereur Han Guang Wudi de la dynastie Han. |

|                              |
| L'empereur Liu Bei (détail). |

|                                                             |
| Mianguan de la tombe du prince Zhu Tan de la dynastie Ming. |

|                                                                                   |
| Billet de banque de 100 yuan imprimé en 1945, sur lequel est visible un mianguan. |

## Au Japon

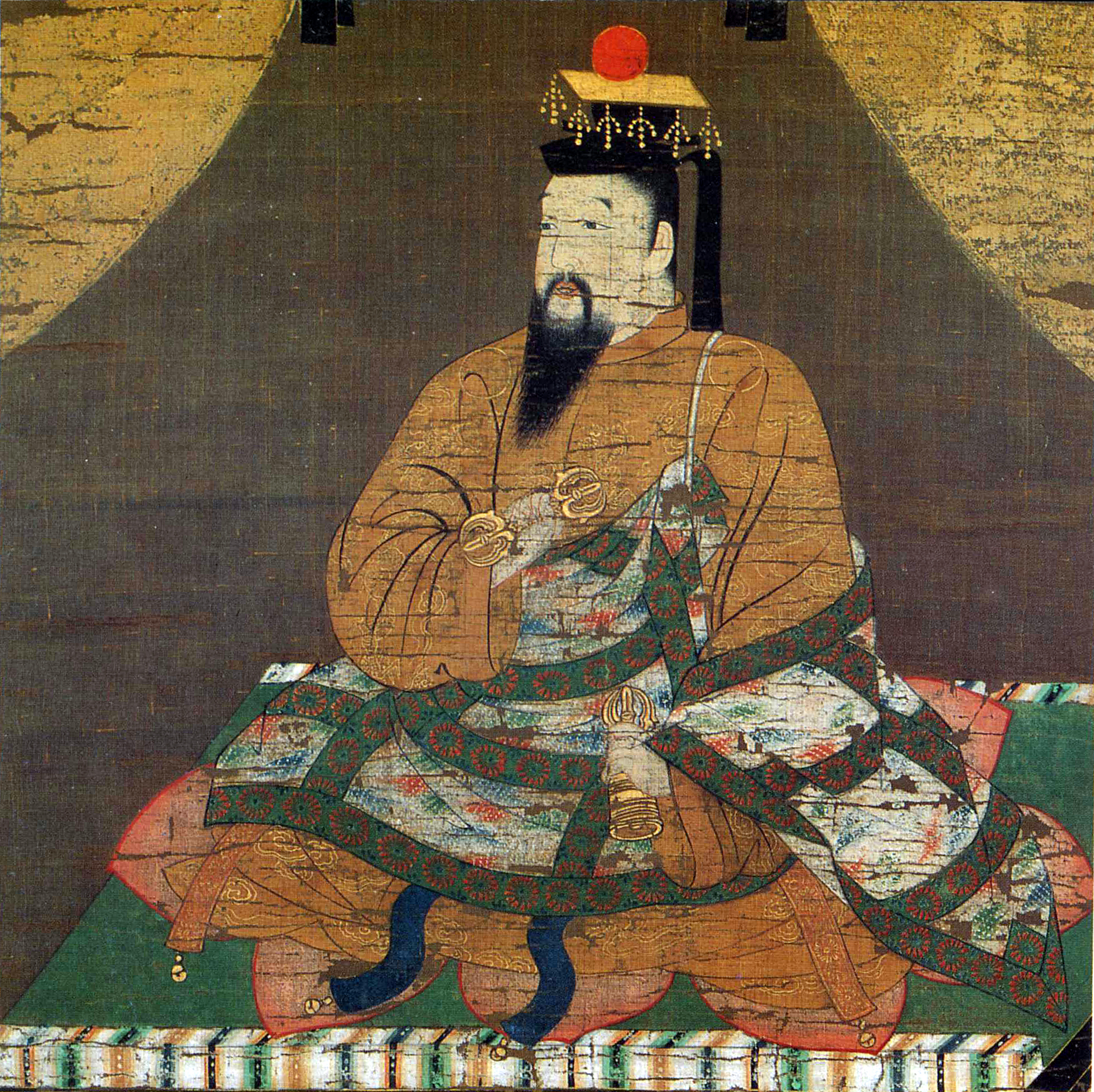
L'empereur Go-Daigo portant un benkan.

Le benkan est une couronne cérémonielle japonaise, portée par l'empereur du Japon.
Le trésor de Shōsō-in comprend le benkan de l'empereur Shōmu.
La peinture sur soie de l'empereur Go-Daigo montre Go-Daigo portant un benkan. Celui-ci diffère du mianguan, en ce qu'il est surmonté d'un soleil vermillon, que les fils de perles sont disposés des quatre côtés de la planchette, dont la forme est plus courte que la couronne chinoise.
L'empereur Kōmei avait un benkan à son couronnement, mais l'a ensuite délaissé pour le kanmuri, une coiffe à long penne vertical.

## Au Viêt Nam

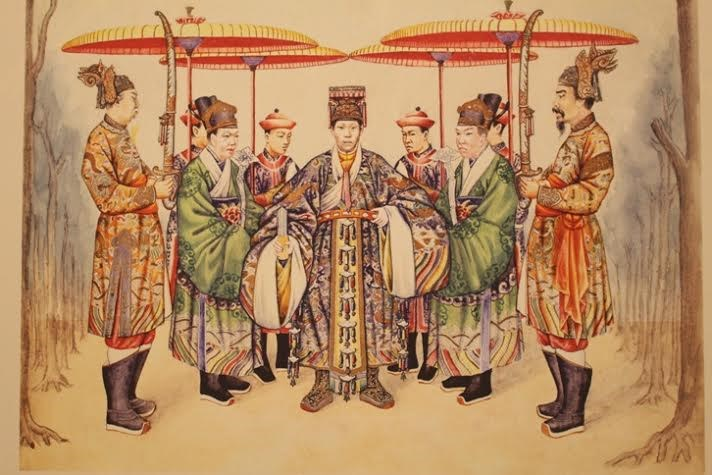
Tableau du XIXe siècle montrant des Miện quan de la dynastie Nguyễn.

Le mianguan était aussi en usage au Viêt Nam, dans l'empire d'Annam, sous la dynastie Nguyễn.
Il portait le nom de Miện quan.